# Tridens hackelii
Tridens hackelii là một loài thực vật có hoa trong họ Hòa thảo. Loài này được (Arechav.) Parodi miêu tả khoa học đầu tiên năm 1937.